# Ljungris
Ljungris är ett centrum för renskötsel strax norr om samhället Ljungdalen i Storsjö distrikt (Storsjö socken) i Bergs kommun i nordvästra Härjedalen som tillhör i Handölsdalens sameby. 
Vid Ljungris genomförs årligen kalvmärkning och slakt och det finns ett antal hagar där för det ändamålet samt ett slakteri. Ljungris ligger längs med Ljungans översta lopp en knapp mil norr om samhället, på gränsen till kalfjället. Det finns vägförbindelse med Ljungdalen genom en enskild väg, de sista kilometrarna är vägen avstängd för obehörig trafik. Ljungris används inte året runt, utan bara när renarna samlas in för kalvmärkning och slakt.
Ett flertal skoter-, skid- och vandringsleder passerar Ljungris, bland annat från Ljungdalen mot Vålåsjön, Helags och Dunsjöfjället.

## Bilder

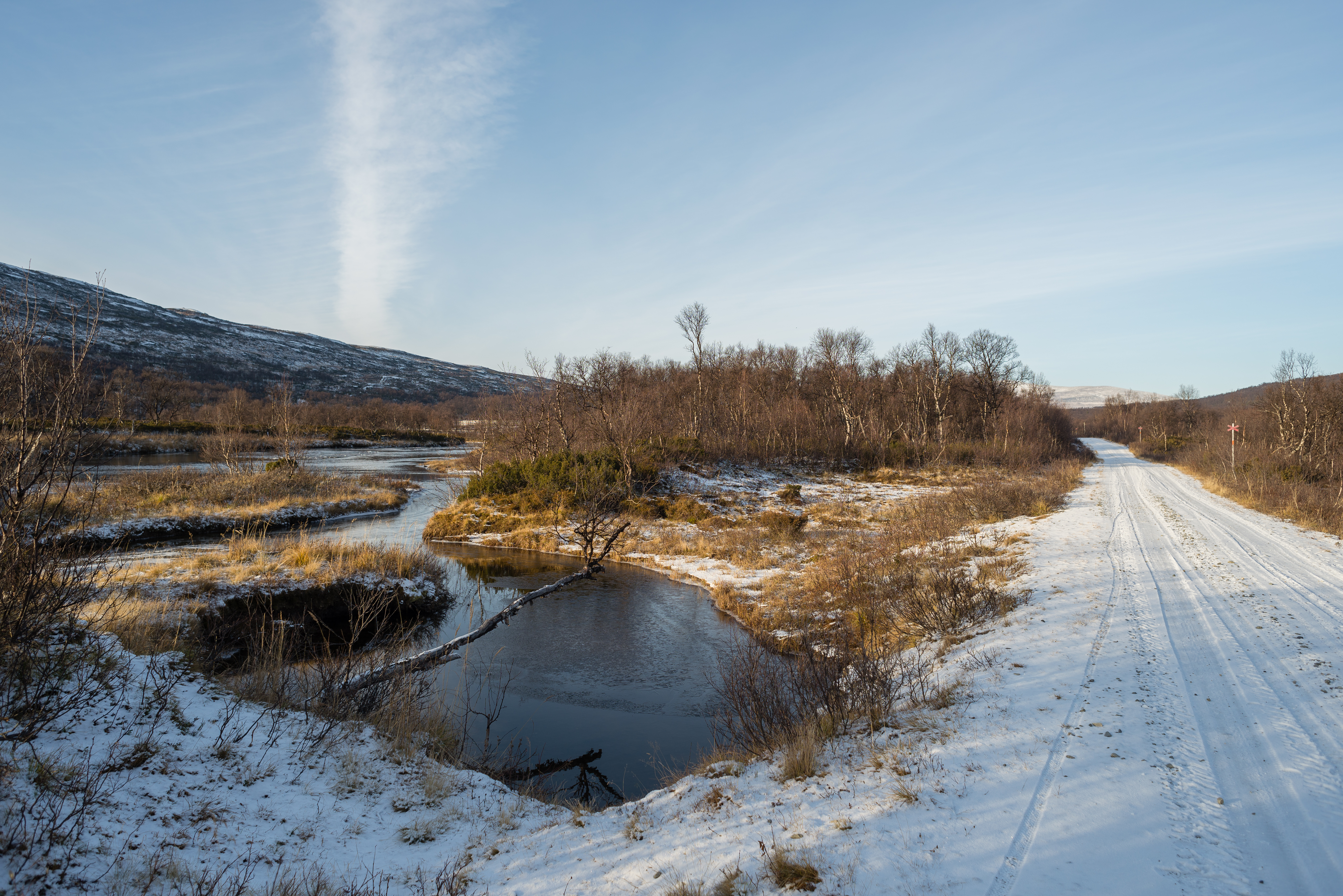
Vägen mellan Ljungdalen och Ljungris
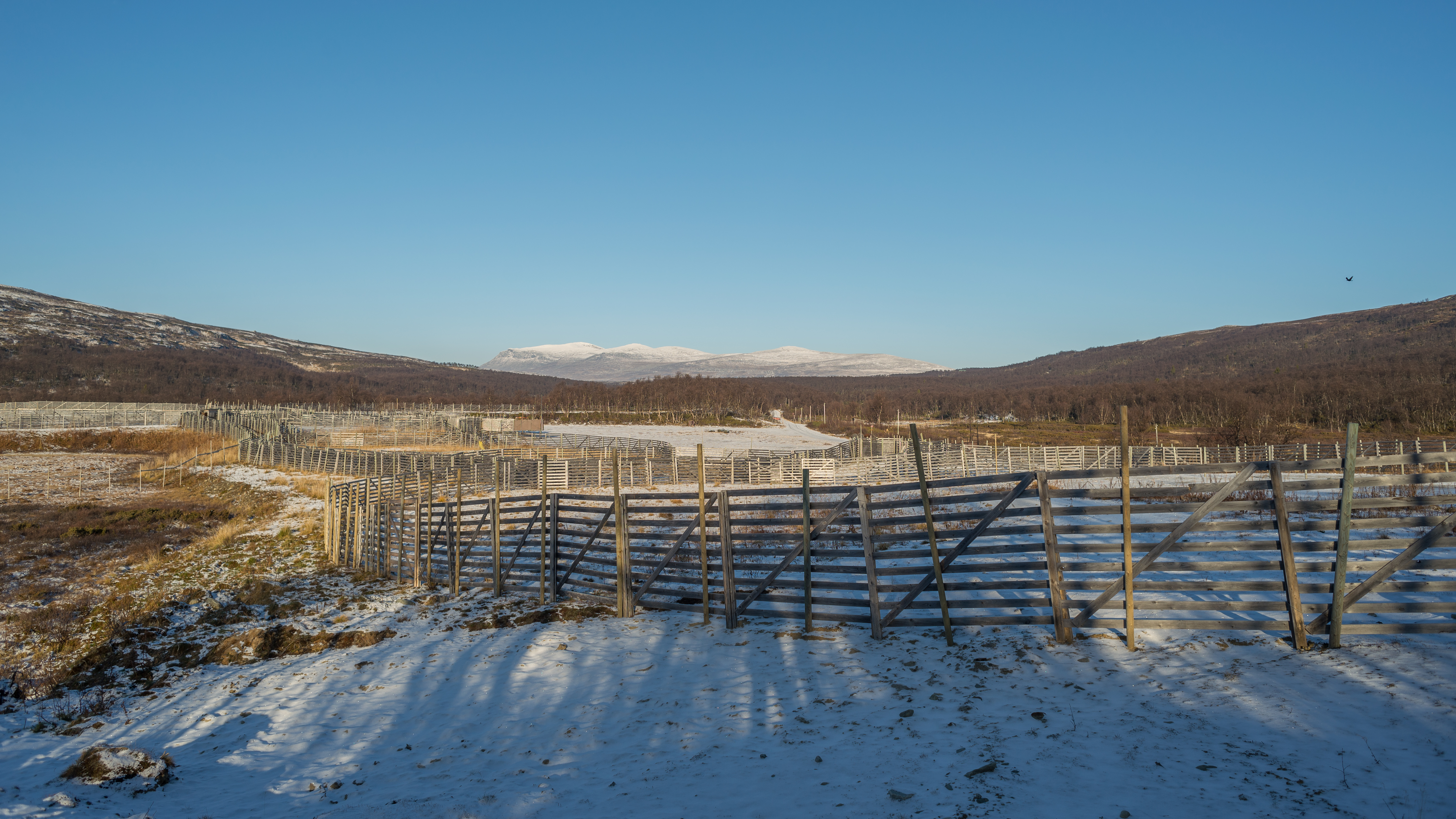
Några av de lägre belägna hagarna
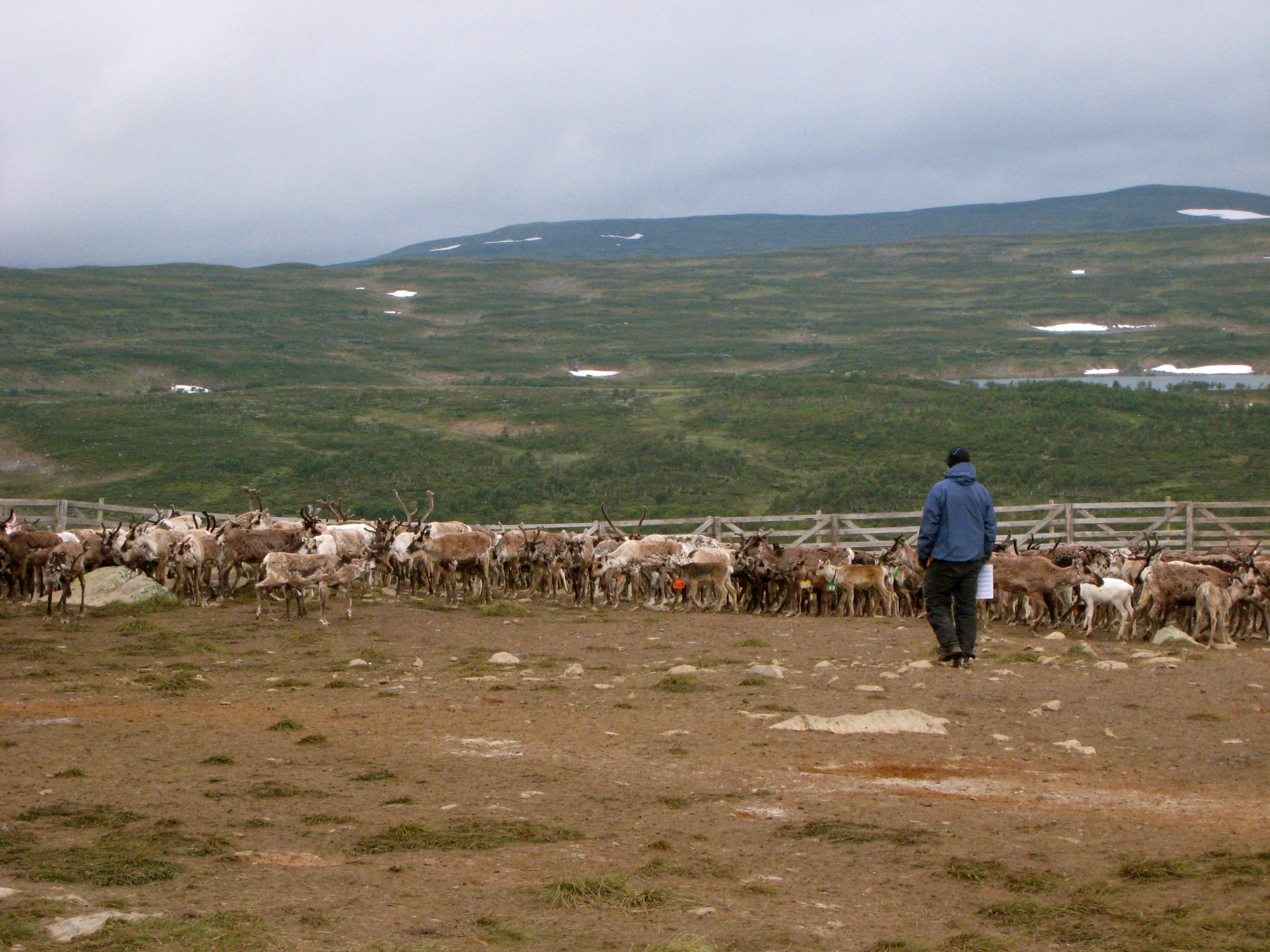
Kalvmärkning i juli.
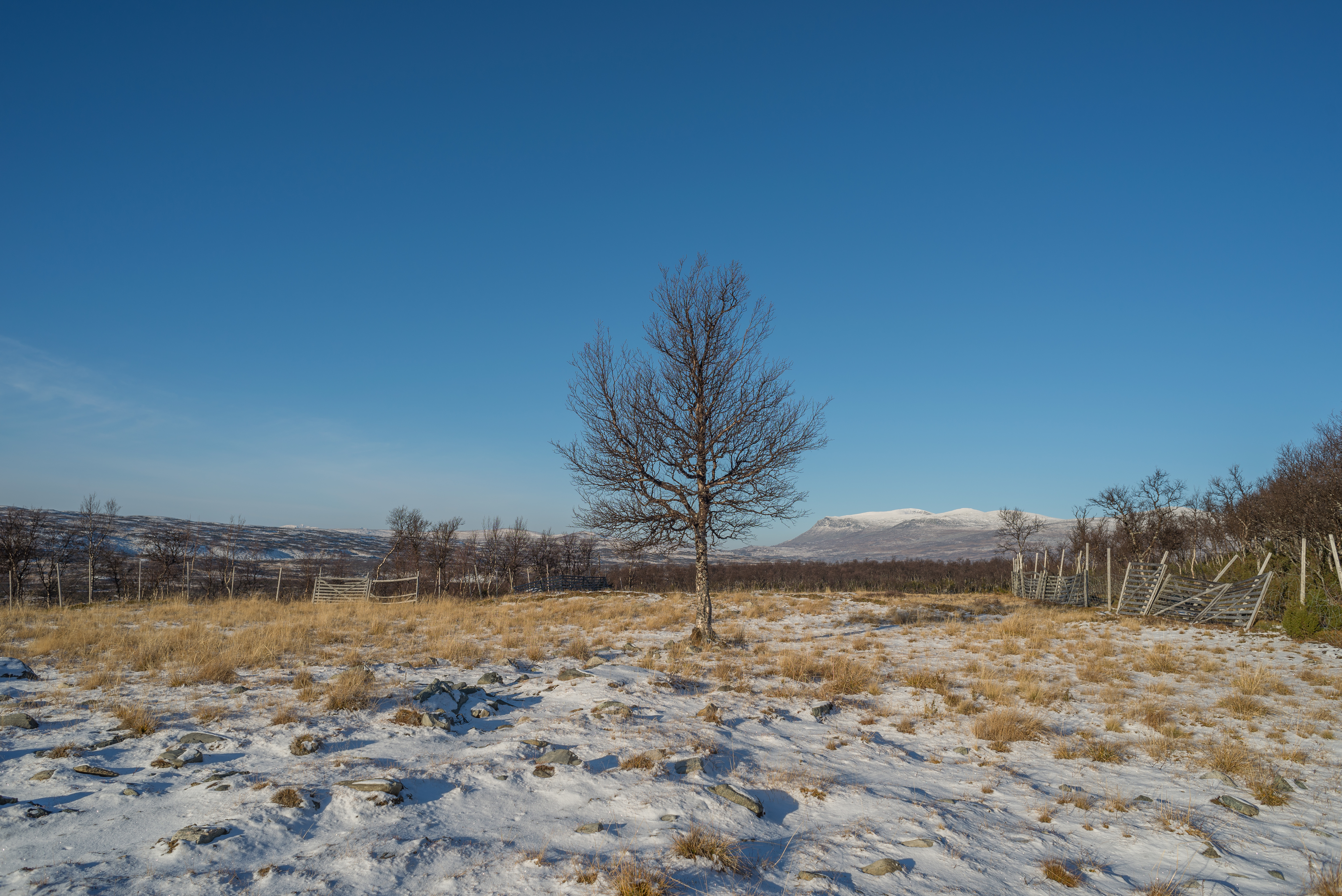
En av hagarna.